# مدينة كنك
 مدينة كنك  (بالفارسية: بندر کنگ) تتبع البلدة المركزية ، مدينة ذات اصول عربية قديمة عامرة على الساحل الشرقي خليج پارس متعلق في الجمهورية الاسلامي ايران، تتبع مقاطعة لنجة (بالفارسية: شهرستان لنگه)، وتقع في محافظة هرمزغان في جنوب إيران. كانت مشهورة بصناعة السفن التجارية في الأزمنة الغابرة، وميناء الإرساء السفن.

## السكان
يبلغ عدد سكان المدينة حسب تعداد السكان لعام 2006 للميلاد، 14,893 نسمة، الاغلبية من اصول عربية وجميعهم من أهل السنة والجماعة ويتبعون المذهب الشافعي ويتكلمون العربية والفارسية باللهجة المحلية.وهاجرت معظم العوائل العريية الي دولة الإمارات العربية المتحدة ودولة قطر.

## موقع أثرية
- قلعة لشتان
- بركه دريا دولت

- تقسیمات استانی استان هرمزغان